# Nyctibatrachus anamallaiensis
Espèce
Synonymes
- Nannobatrachus anamallaiensis Myers, 1942

Nyctibatrachus anamallaiensis est une espèce d'amphibiens de la famille des Nyctibatrachidae.

## Répartition
Cette espèce est endémique du Tamil Nadu en Inde.

## Étymologie
Son nom d'espèce, composé de anamal[l]ai et du suffixe latin -ensis, « qui vit dans, qui habite », lui a été donné en référence au lieu de sa découverte, les monts Anamallai.

## Publication originale
- Myers, 1942 : A new frog from the Anamallai Hills, with notes on other frogs and some snakes from South India. Proceedings of the Biological Society of Washington, vol. 55, p. 49-56 (texte intégral).